# Gouvernement Ramadier II
 (août 2017).
Quatrième République
Paul Ramadier I Robert Schuman I
Le deuxième gouvernement Paul Ramadier est le gouvernement de la France du 21 octobre au 19 novembre 1947, et le deuxième de la présidence de Vincent Auriol (1947-1954). Ramadier a démissionné le 19 novembre 1947.

## Chronologie

### 1947
- 19 octobre :
  - Victoire du RPF aux élections municipales (19-26 oct).
  - Fin du Gouvernement Paul Ramadier I.
- 22 octobre : Début du second gouvernement Paul Ramadier . C'est un gouvernement de transition, et de troisième force, il regroupe les Démocrates chrétiens (MRP), les socialistes (SFIO) et les radicaux.
- 19 novembre : Chute du second gouvernement Paul Ramadier. Léon Blum n'obtient pas l'investiture de l'Assemblée nationale à neuf voix près[1].
- 24 novembre : Début du gouvernement Robert Schuman.

## Composition

### Président du Conseil
| Image | Fonction             |  | Nom           | Parti |
| ----- | -------------------- |  | ------------- | ----- |
|       | Président du Conseil |  | Paul Ramadier | SFIO  |

### Ministre d'État
| Image | Fonction        |  | Nom         | Parti |
| ----- | --------------- |  | ----------- | ----- |
|       | Ministre d'État |  | Yvon Delbos | RAD   |

### Ministres
| Image | Fonction |  | Nom                                         | Parti |
| ----- | --- |  | ------------------------------------------- | ----- |
|       | Garde des Sceaux, ministre de la Justice                                                                       |  | André Marie                                 | RAD   |
|       | Ministre des Affaires étrangères                                                                               |  | Georges Bidault                             | MRP   |
|       | Ministre de l'Intérieur                                                                                        |  | Édouard Depreux                             | SFIO  |
|       | Ministre des Forces armées                                                                                     |  | Pierre-Henri Teitgen                        | MRP   |
|       | Ministre de la France d'Outre-mer                                                                              |  | Paul Ramadier (à partir du 25 octobre 1959) | SFIO  |
|       | Ministre des Finances                                                                                          |  | Robert Schuman                              | MRP   |
|       | Ministre de l'Éducation nationale                                                                              |  | Marcel-Edmond Naegelen                      | SFIO  |
|       | Ministre des Affaires économiques, des Travaux publics, des Transports, de la Reconstruction et de l’Urbanisme |  | Jules Moch                                  | SFIO  |
|       | Ministre de l'Agriculture                                                                                      |  | Marcel Roclore                              | DVD   |
|       | Ministre du Commerce et de l'Industrie                                                                         |  | Robert Lacoste                              | SFIO  |
|       | Ministre des Affaires sociales et des Anciens combattants                                                      |  | Daniel Mayer                                | SFIO  |

### Secrétaires d'État
| Image | Fonction                                                        |  | Nom                                           | Parti |
| ----- | --------------------------------------------------------------- |  | --------------------------------------------- | ----- |
|       | Secrétaire d'État à la Présidence du Conseil                    |  | Paul Béchard                                  | SFIO  |
|       | Secrétaire d'État à Présidence du Conseil                       |  | Eugène Thomas                                 | SFIO  |
|       | Secrétaire d'État aux Forces armées (Air)                       |  | André Maroselli (à partir du 30 octobre 1947) | RAD   |
|       | Secrétaire d'État aux Forces armées (Marine)                    |  | Joannès Dupraz (à partir du 30 octobre 1947)  | MRP   |
|       | Secrétaire d'État à la Reconstruction, et à l'Urbanisme         |  | Jean Letourneau (à partir du 30 octobre 1947) | MRP   |
|       | Secrétaire d'État aux Anciens combattants et Victimes de guerre |  | Albert Forcinal (à partir du 30 octobre 1947) | UDSR  |